# Wjatscheslaw Nikolajewitsch Tschistjakow
Wjatscheslaw Nikolajewitsch Tschistjakow (russisch Вячеслав Николаевич Чистяков; * 18. Dezember 1980 in Swerdlowsk, Russische SFSR) ist ein ehemaliger russischer Eishockeyspieler, der zuletzt bei Sputnik Nischni Tagil in der Wysschaja Hockey-Liga unter Vertrag stand. Sein Bruder Sergei Tschistjakow ist ebenfalls ein professioneller Eishockeyspieler. 

## Karriere
Wjatscheslaw Tschistjakow begann seine Karriere als Eishockeyspieler bei Metallurg Serow, für dessen Profimannschaft er in der Saison 1998/99 sein Debüt in der Wysschaja Liga, der zweiten russischen Spielklasse, gab. Anschließend spielte er ein Jahr lang für den HK Metallurg Magnitogorsk, für den er in der Saison 1999/2000 allerdings nur zu vier Einsätzen in der Superliga kam. Anschließend kehrte der Angreifer zu Metallurg Serow in die zweite Liga zurück. In der Saison 2001/02 stand er für den HK Metschel Tscheljabinsk in der Superliga auf dem Eis, ehe er die Saison 2002/03 bei dessen Stadtnachbarn HK Traktor Tscheljabinsk in der Wysschaja Liga verbrachte. 
Auch von 2003 bis 2009 spielte Tschistjakow durchgehend in der Wysschaja Liga. In diesem Zeitraum lief er für Sauralje Kurgan, Sputnik Nischni Tagil, Awtomobilist Jekaterinburg und Gasowik Tjumen auf. Nachdem Awtomobilist Jekaterinburg zur Saison 2009/10 in die ein Jahr zuvor gegründete Kontinentale Hockey-Liga aufgenommen worden war, kehrte der Russe zu seinem Ex-Klub zurück, für den er in den folgenden beiden Jahren als Stammspieler in der KHL auf dem Eis stand. Zur Saison 2011/12 schloss er sich seinem Ex-Klub Sputnik Nischni Tagil aus der Wysschaja Hockey-Liga an.   

## KHL-Statistik
(Stand: Ende der Saison 2010/11)